# The Headhunters
Gli Headhunters sono stati un gruppo musicale jazz, funk e fusion statunitense fondati dal tastierista e pianista jazz Herbie Hancock durante gli anni settanta.

## Storia
Herbie Hancock riunì originariamente il gruppo per registrare il suo disco, datato 1973, Head Hunters. La formazione e strumentazione degli Headhunters era completamente nuova, eccezion fatta per il sassofonista e flautista Bennie Maupin, il quale proveniva dal precedente sestetto di Hancock. Questa scelta rifletteva in pieno la nuova direzione musicale che Hancock voleva intraprendere. Il bassista Paul Jackson fu l'unico membro del gruppo che rimase costantemente nella formazione anche dopo il gran susseguirsi di sessioni in studio e concerti. Nell'originale Head Hunters gli altri membri della band erano il percussionista Bill Summers e il batterista Harvey Mason.
Gli Headhunters continuarono a lavorare con Herbie Hancock durante l'intero decennio degli anni '70, benché la formazione variasse da disco a disco. Per il loro disco successivo, Thrust, datato 1974, Mike Clark prese posto alla batteria. Sia Mason che Clark hanno contribuito nella parte batteristica del terzo disco del gruppo, Man-Child, datato 1975, in cui appaiono vari ospiti speciali quali Stevie Wonder all'armonica a bocca e Wayne Shorter al sax soprano. (Fra i crediti del disco Man-Child si contano 18 musicisti, in contrasto con il sobrio quintetto di debutto.) L'anno 1975 ha anche visto il primo disco degli Headhunters senza Hancock, Survival of the Fittest, che include l'hit "God Made Me Funky". Questa canzone venne campionata ed utilizzata dai The Fugees per la loro canzone "Ready or Not", e Jamiroquai ne ha tratto una cover da un'esibizione dal vivo.
Secrets (1976) vede James Levi alla batteria, Kennet Nash alle percussioni e l'aggiunta di Ray Parker e Melvin "Wah Wah" Watson alla chitarra, affiancati ai membri regolari Hancock, Maupin e Jackson. Questa formazione si esibì con due canzoni al concerto V.S.O.P. del 29 giugno 1976, facente parte del Newport Jazz Festival. Il concerto venne pubblicato come album nel 1977.
Sunlight (1978) vide come ospite il rinomato bassista Jaco Pastorius dei Weather Report e il batterista Tony Williams. Lo stesso anno uscì un disco del gruppo senza Hancock, Straight from the Gate.
Quando il decennio finì e si entrò negli anni '80, Herbie Hancock cambiò strada e si allontanò dal gruppo, poiché stava entrando nella sua fase elettronica. Gli Headhunters cessarono la loro attività. La band si riunì successivamente con Hancock nel 1998 per incidere il disco Return of the Headhunters.
Clark, Jackson e Summers da allora hanno continuato a registrare ed esibirsi come Headhunters, con casa a New Orleans, con Victor Atkins o Robert Walter al posto di Hancock alle tastiere. Hanno pubblicato un disco, Evolution Revolution, per la Basin Street Records nel 2003, e sono apparsi sull'album della sassofonista Rebecca Barry Rebecca Barry and the Headhunters del 2005. Nello stesso anno, Herbie Hancock ha assemblato un nuovo gruppo chiamato Headhunters 2005. Il gruppo incluse il chitarrista John Mayer e Lionel Louke, il bassista Marcus Miller, la batterista Terri Lynne Carrington, il trombettista Roy Hargrove e il percussionista Munyungo Jackson.

## Stile musicale ed influenze
La musica degli Headhunters è un complesso miscuglio di vari stili e generi, inclusi jazz, funk, musica africana e caraibica. Il gruppo è noto anche per il suo pionieristico uso di strumenti elettronici ed effetti sonori.
Nelle note del libretto di Head Hunters, Herbie Hancock conferma che la terza traccia, "Sly", è un tributo a Sly Stone, leader di Sly & the Family Stone. Questo gruppo, insieme ai Parliament di George Clinton e James Brown, sono le influenze chiave della musica funk. Come nella musica funk, la band spesso costruisce groove attorno ad una linea di basso incisiva; quelli che possono sembrare semplici lick da parte di Paul Jackson, sono in realtà la spina dorsale della musica degli Headhunters. ("Chameleon", la famosa traccia d'apertura del disco Head Hunters è un esempio lampante di ciò, nonostante in questo caso la linea principale di basso è suonata da Herbie Hancock). Inoltre, presa direttamente dalla musica funk, è la tecnica di costruire groove complessi combinando accuratamente tante ma piccole trame e sincopi musicali.
Mentre molto semplicemente il funk dipende da un ritmo vivace e ballabile dalla parte del batterista, i vari batteristi degli Headhunters tendevano ad usare la stabilità delle linee di basso di Paul Jackson come un'ancora, permettendo loro di suonare dentro e fuori i suoi motivi, creando tappeti ritmici complessi, come da tradizione jazzistica. Questo è ben esemplificato nel disco Thrust.
Le prime versioni degli Headhunters spiccavano per l'assenza di un chitarrista;
Tutte le parti chitarristiche venivano gestite da Herbie Hancock nei primi due dischi del gruppo. Fu introdotta la chitarra elettrica nel disco Man-Child, da lì in avanti, che generalmente veniva utilizzata come chitarra ritmica in stile funk. "Wah Wah" Watson in particolare era specializzato nel "Wah-wah", un tipico stile funk di suonare.
Benché i dischi degli Headhunters vennero allora spesso etichettati come "pop" dalla critica purista jazz, è ora largamente accettato il fatto che erano influenzati, e datogli un significante contributo, al canone del jazz "serio". La loro musica conteneva lunghi assoli estesi e una dose notevole d'improvvisazione su progressioni di accordi, esattamente come nel jazz mainstream. L'influenza jazzistica si mostra chiaramente nella forma degli assoli di Herbie Hancock e Bennie Maupin.
Una forte connessione con la musica africana è evidente, con le percussioni maggiormente e massicciamente utilizzate rispetto al jazz mainstream ed una più intensa esplorazione di complesse poliritmie se comparato alla maggior parte del funk.
Anche influenze di stampo afro-caraibico sono evidenti, particolarmente nel disco Secrets, contenente una riedizione reggae/calypso dello standard jazz Canteloupe Island di Herbie Hancock.
Gli Headhunters erano anche famosi per l'inusuale vastità di strumenti utilizzati. Hancock usava una miriade di tastiere, dal piano elettrico Fender Rhodes all'Hohner clavinet. Fu anche uno dei primi utilizzatori dei sintetizzatori, particolarmente quelli dell'ARP. Hancock fu anche un pioniere nell'uso del vocoder. Maupin suonava il basso, sassofono (alto, soprano e tenore), il clarinetto e il flauto bassi, oltre che stranezze come il Saxello e il Lyricon. Inusuali quanto originali furono bottiglie di birra e Voice Bag comparire fra la strumentazione.

## Membri
I seguenti membri sono apparsi in più uscite degli Headhunters:
- Herbie Hancock: tastiere, piano elettrico, clavinet e sintetizzatori
- Bennie Maupin: Sassofono, Saxello, Clarinetti, Flauti e Lyricon
- Paul Jackson: basso
- Harvey Mason, Ndugu Chancler, James Levi, Mike Clark, James Gadson: batteria
- Bill Summers, Kenneth Nash: percussioni
- Ray Parker, Wah Wah Watson: chitarra elettrica

## Discografia
- 1973 - Head Hunters (Pubblicato a nome di Herbie Hancock) (Columbia)
- 1974 - Thrust (Pubblicato a nome di Herbie Hancock) (Columbia)
- 1975 - Survival of the Fittest (Arista)
- 1977 - Straight from the Gate (Arista)
- 1998 - Return of the Headhunters! (Verve)
- 2003 - Evolution Revolution (Basin Street)
- 2011 - Platinum (Owl Studios)
- 2018 - Speakers in the House (The Headhunters)